# Waputik Mountains
Waputik Mountains är en bergskedja i Kanada.   Den ligger på gränsen mellan Alberta och British Columbia, i den västra delen av landet, 3 100 km väster om huvudstaden Ottawa.
Trakten runt Waputik Mountains är permanent täckt av is och snö. Trakten runt Waputik Mountains är nära nog obefolkad, med mindre än två invånare per kvadratkilometer.